# Erikoidní mykorhiza

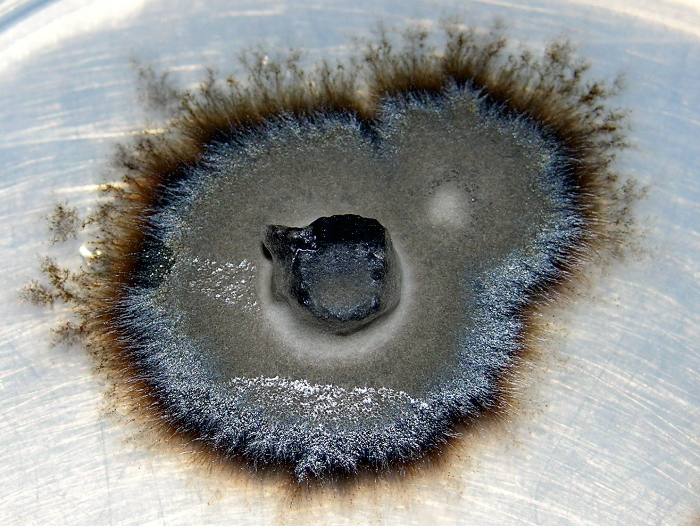
Kultura erikoidní houby izolovaná z rostliny Woollsia pungens

Erikoidní mykorhiza je zvláštní druh endomykorhizy a zároveň symbiotické soužití mezi houbou a kořeny rostlin z řádu vřesovcotvaré (Ericales), a to zejména u čeledí vřesovcovité (Ericaceae) a Epacridaceae. Erikoidní mykorhiza je pro tyto rostliny zásadní pro přežití v zvláštních půdních podmínkách s nízkým obsahem minerálních látek, s vysokým poměrem uhlík:dusík či s nízkým pH. Erikoidní mykorhiza je proto výhodná např. na rašeliništích či vřesovištích, kde jsou vřesovcovité rostliny závislé na houbě, která je schopná dodat jim anorganické látky z půdy.
Houby, které tvoří erikoidní symbiózu, patří do oddělení vřeckovýtrusných hub, a to především z řádu Helotiales. Nejznámější a nejčastější z těchto symbiotických hub je voskovička vřesovcová (Hymenoscyphus ericae). Mezi rostliny s erikoidní mykorhizou patří vřes, rododendron, borůvka nebo klikva.
Erikoidní mykorhiza je příbuzná arbuskulární i orchideoidní mykorhize; od druhé jmenované se liší tím, že jsou kolonizovány převážně buňky pokožky kořene (rhizodermis). Také se na rozdíl od arbuskulární a orchideoidní mykorhizy u vřesovcovitých druhů vůbec netvoří kořenové vlásky. Erikoidní houby jsou totiž velmi dobrými saprofyty a jako takoví tvoří enzymy (proteázy, chitinázy), které jim umožňují čerpat látky např. z odumřelých hyf hub či z mrtvých těl živočichů.
V kolonizovaných pokožkových buňkách se tvoří typické útvary – klubka (coils) a smyčky (loops), kde se vyměňují látky a informace mezi oběma symbionty (jsou tedy analogickým orgánem arbuskulů u AM).